# Morfofonologie
Morfofonologie (haplologisch: morfonologie) is het deelgebied van de theoretische taalkunde dat zowel tot de morfologie als de fonologie behoort.
De term morfo(fo)nologie werd in 1929 geïntroduceerd door de Russische taalkundige Nikolaj Troebetskoj.

## Achtergrond
De volgende specifieke zaken staan in het algemeen centraal:
- De fonologische kenmerken van morfemen;
- De vaste fonologische regels volgens welke morfemen van vorm veranderen (allomorfie) wanneer ze op verschillende manieren worden gecombineerd, bijvoorbeeld binnen hetzelfde woordparadigma.

Enkele verschijnselen die meer concreet worden bestudeerd zijn: sandhi, medeklinkermutatie, klinkerharmonie, eindklankverscherping en ablaut.

## Voorbeelden
Enkele voorbeelden van morfofonologische kwesties:
- In het Engels: de alternantie van het suffix -s in de meervoudsvormen bus → buses [bʌsɪz], en bun→ buns

- De als gevolg van auslautverhärtung stemloos geworden medeklinker aan het einde van woordstammen, die voor een suffix vaak weer stemhebbend wordt, bijvoorbeeld in het Engelse leaf → leaves, of in het Nederlandse goed → goede.

- Het feit dat in zowel het Engels als het Nederlands de uitgang waarmee de verleden tijd van zwakke werkwoorden wordt gevormd, afhankelijk van de fonologische context, op verschillende manieren wordt uitgesproken. In het Nederlands is dit nog eens extra gecompliceerd, omdat ook de spelling van de werkwoordsvormen hiermee samenhangt (zie ook 't Kofschip).

## Morfo(fo)nologie en synthetische vs. analytische talen
Morfo(fo)nologie speelt met name een belangrijke rol bij het beschrijven van de structuur van synthetische talen. Talen die sterk analytisch zijn, zoals het Engels en Nederlands, kennen weinig gebonden morfemen (in dit verband wordt ook wel gesproken van morfofonemen) en daarmee minder variatie op morfo(fo)nologisch vlak. Isolerende talen kennen helemaal geen gebonden morfemen.